# Eucalyptus acmenoides
Eucalyptus acmenoides (лат.) — дерево, вид рода Эвкалипт (Eucalyptus) семейства Миртовые (Myrtaceae), эндемик восточной Австралии. Крупное дерево с серой или красновато-коричневой жилистой корой, ланцетовидными листьями, овальными или веретенообразными почками и полушаровидными плодами.

## Ботаническое описание
Eucalyptus acmenoides — крупное дерево высотой до 50 м и более, хотя в засушливых местах его высота в два раза меньше. Кора тонкая волокнистая от серого до красновато-коричневого цвета. Листья на молодых деревьях от яйцевидных до широколанцетных глянцево-зелёные до 120 мм в длину и 30 мм в ширину. Зрелые листья ланцетовидной формы, глянцево-зелёные, но намного светлее с нижней стороны, 80-120 мм в длину и 15-25 мм в ширину. Цветки расположены группами в основном от семи до одиннадцати на угловатом цветоносе длиной 6-15 мм, отдельные цветки на цилиндрической цветоножке длиной 2-6 мм. Почки от овальных до веретенообразных, 5-7 мм в длину и 3-4 мм в ширину. Калиптра конусовидная или клювовидная, по длине и ширине примерно равна чашечке цветка. Плод представляет собой коробочку от шаровидной до полусферической формы длиной 4-8 мм и шириной 4-7 мм.

Eucalyptus acmenoides
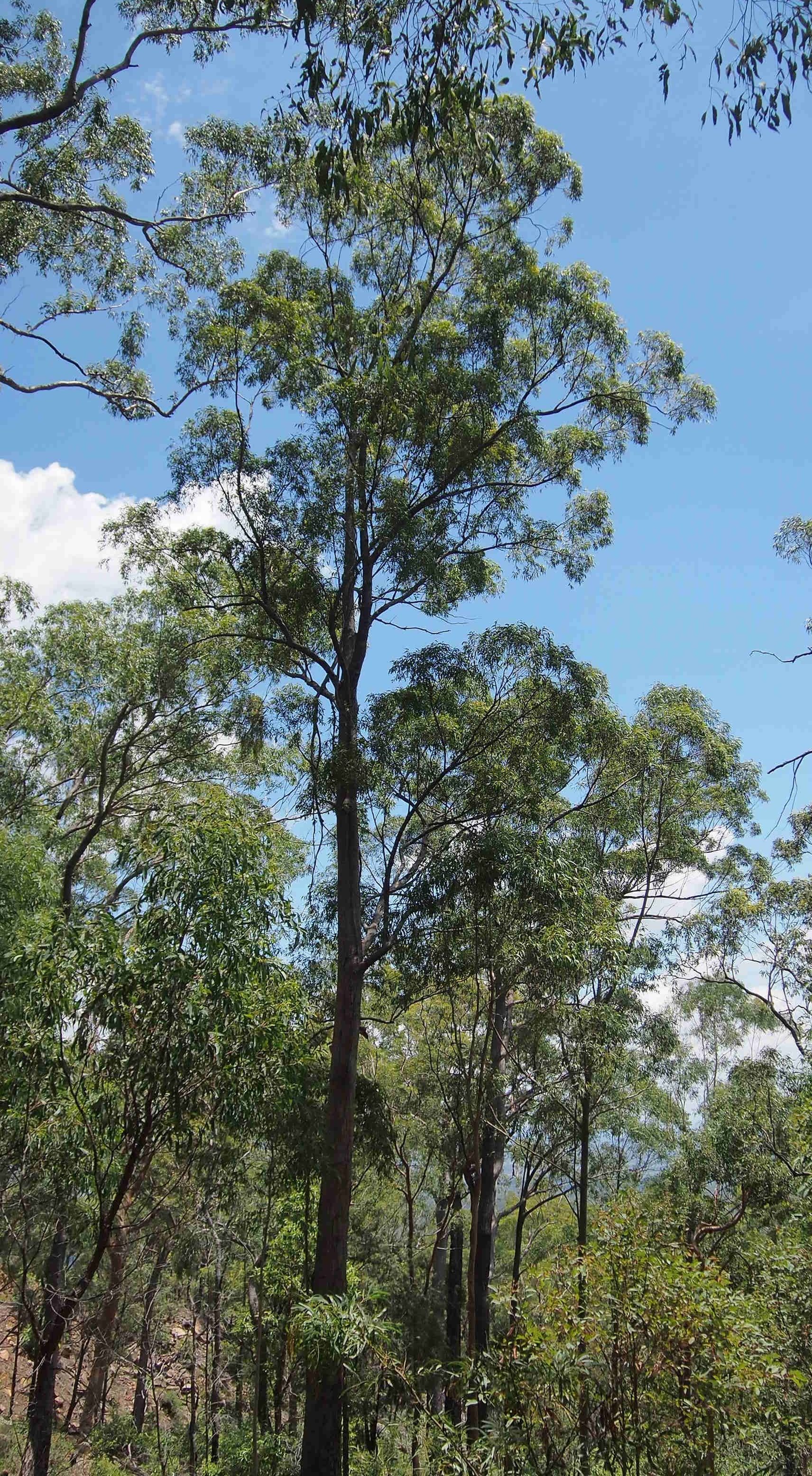
Общий вид
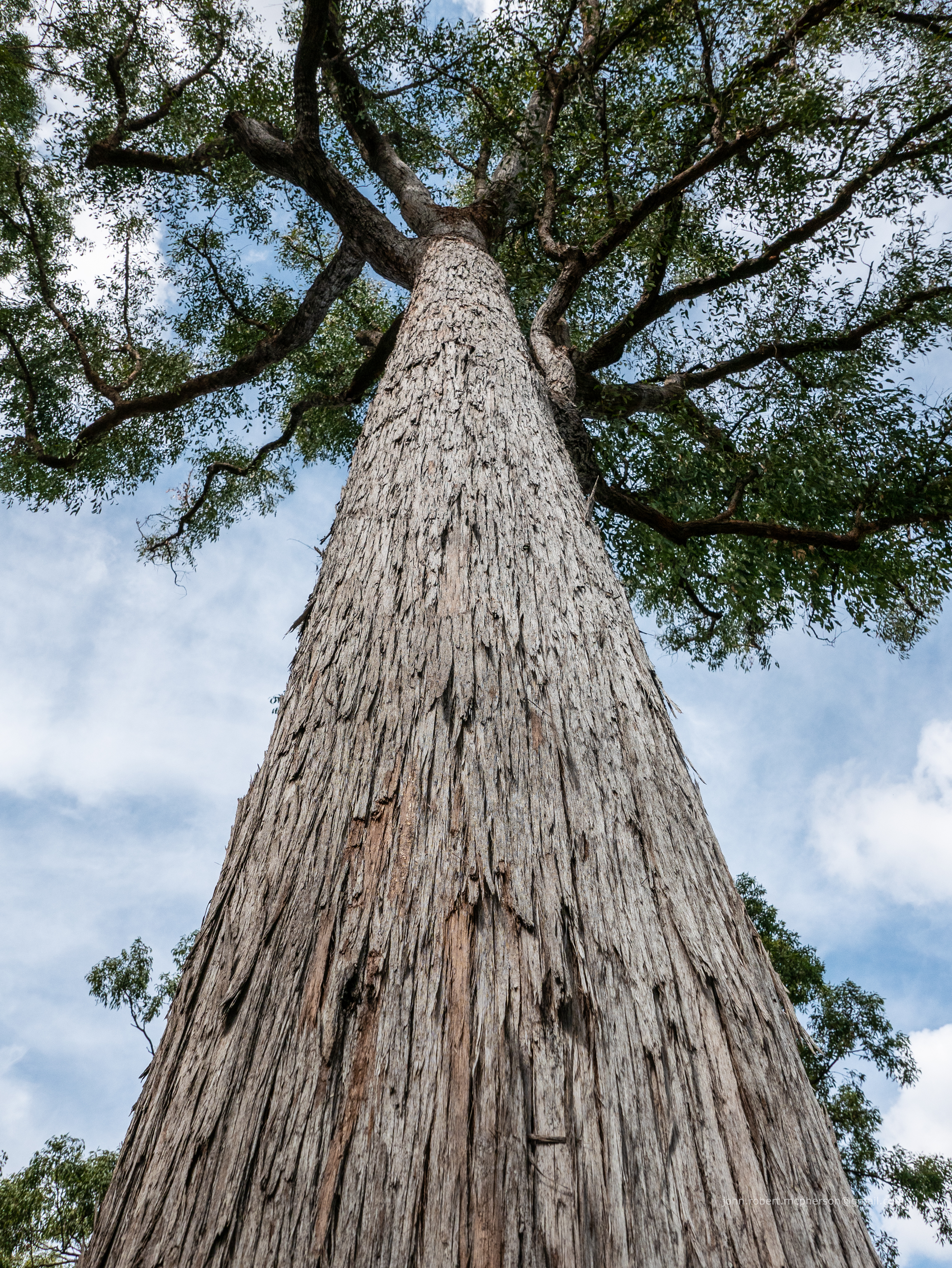
Ствол
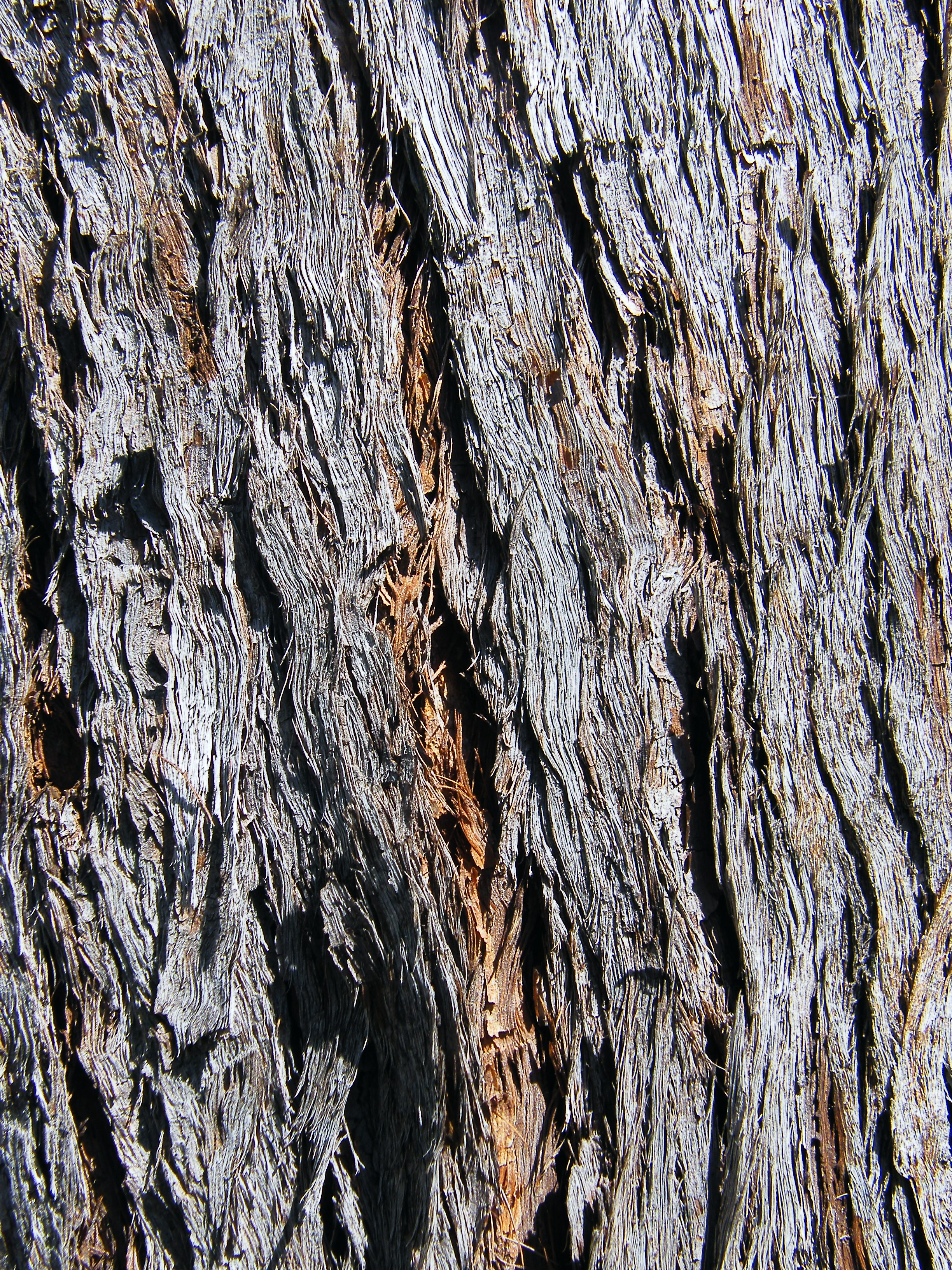
Кора
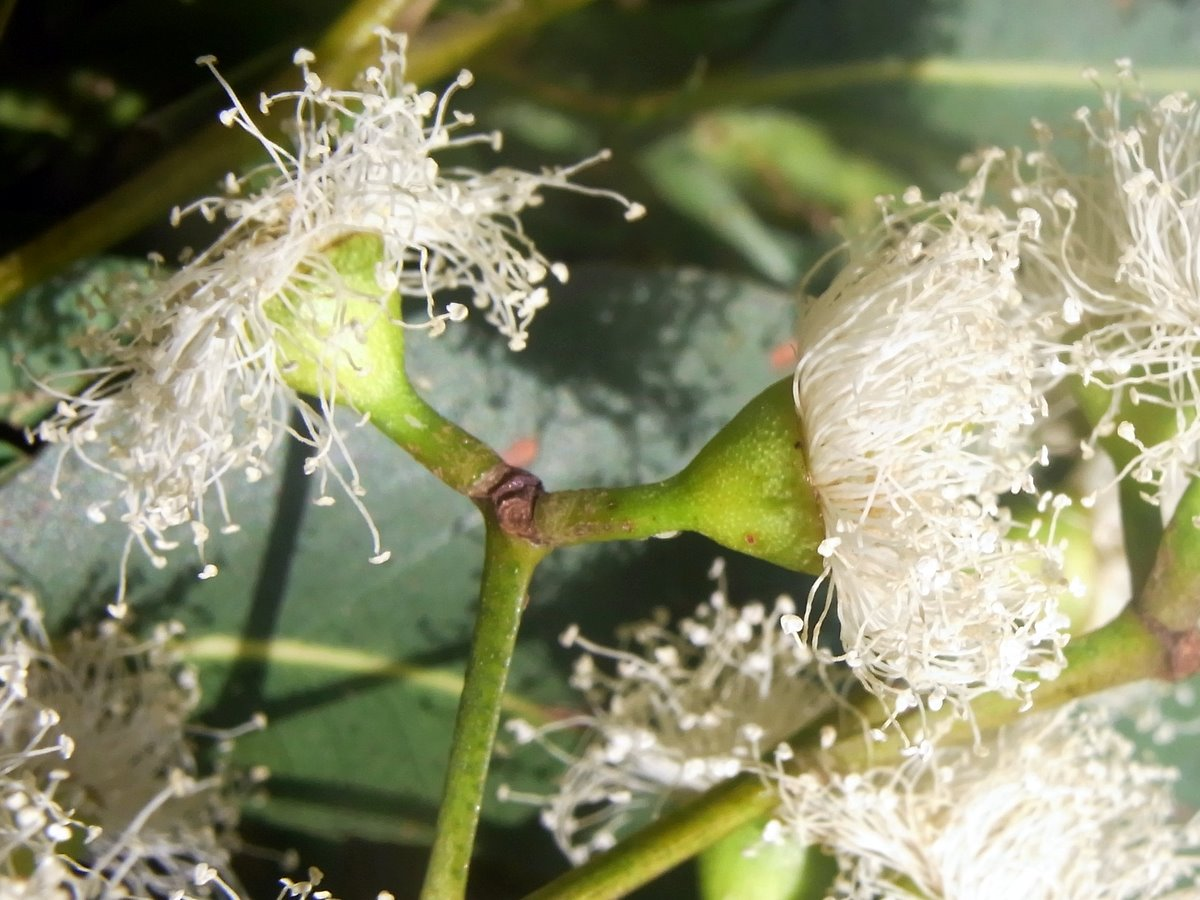
Цветки

## Таксономия

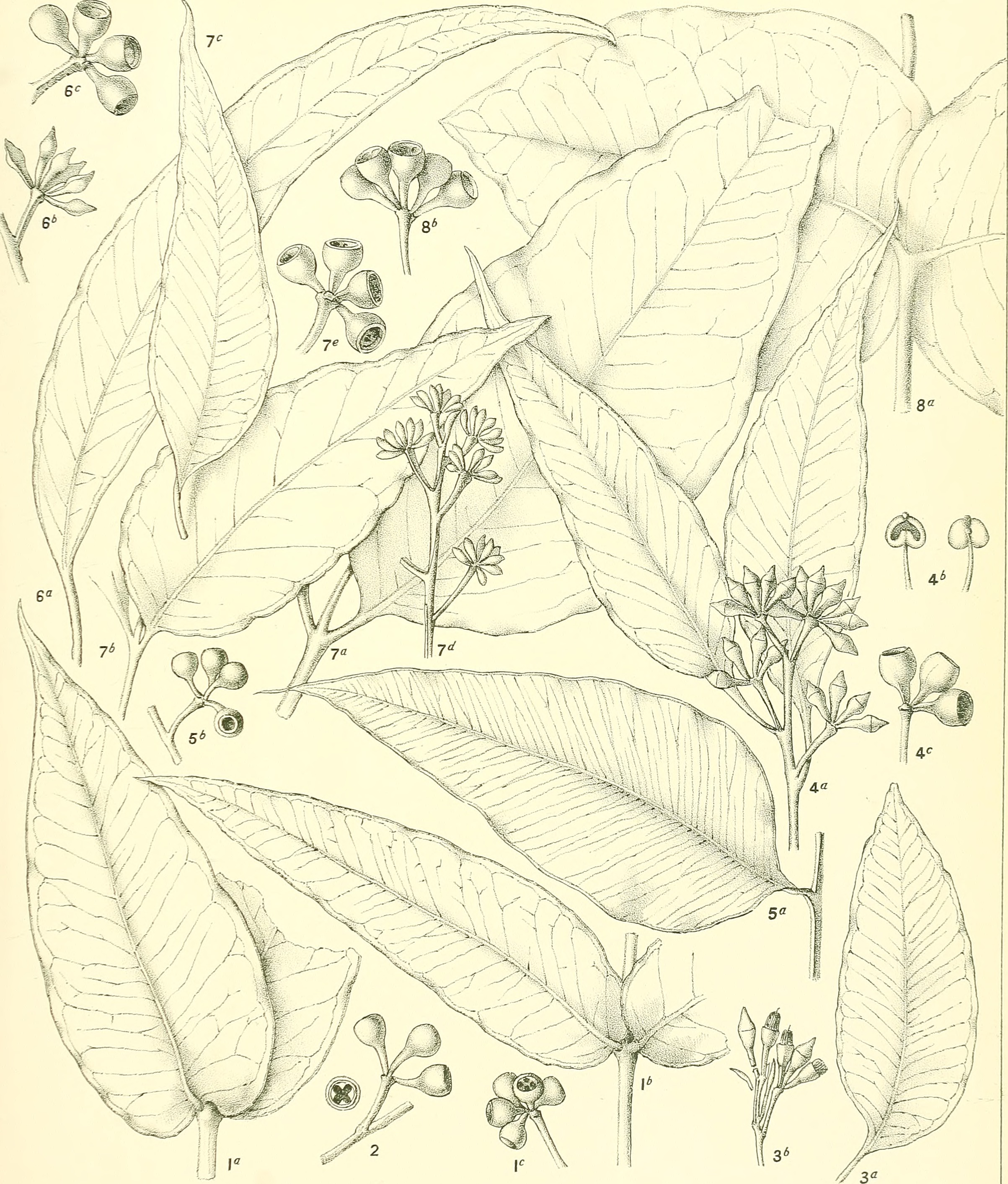
E. acmenoides. Иллюстрация 1903 года

Вид Eucalyptus acmenoides был впервые официально описан в 1843 году Иоганнесом Конрадом Шауэром из экземпляра, собранного английским ботаником Алланом Каннингемом в лесу Нового Южного Уэльса в январе 1817 года. Описание было опубликовано в книге Вильгельма Герхарда Вальперса Repertorium Botanices Systematicae (том 2). Видовой эпитет — acmenoides — указывает на сходство с растениями рода акмена (Acmena).
Вид входит в группу белого красного дерева, признанной австралийским ботаником-систематиком Кеном Хиллом. Другими в группе являются E. mediocris, E. apothalassica, E. carnea, E. helidonica, E. latisinensis, E. psammitica и E. umbra..

## Распространение и местообитание
E. acmenoides — эндемик восточной Австралии. Растёт во влажных лесах и лесных массивах, на более глубоких влажных почвах и встречается от окрестностей плато Атертон в Квинсленде и к югу от Порт-Джэксона (Новый Южный Уэльс). Встречается от уровня моря до высоты 1000 м. Наиболее распространён в тёплом влажном или тропическом климате, где среднегодовое количество осадков составляет от 1000 до 1700 мм.

## Древесина
Древесина E. acmenoides ценится за высокое качество. Она имеет различное применение, в том числе в тяжёлом машиностроении, столбах, железнодорожных шпалах, при строительстве мостов и причалов, каркасов, настилах и т. п..
Древесина обычно не поражается древогрызом Lyctus brunneus. Сердцевина светлая, бледно-желтовато-коричневая. Текстура средняя и ровная. Зерновая структура однородная, однако местами может быть переплетена.
Древесина чем-то похожа на сало, но не такая жирная. Устойчива к термитам. Твёрдая, тяжёлая, прочная, жёсткая и долговечная. Плотность древесины E. acmenoides — около 1000 кг на кубический метр.

## Охранный статус
Международный союз охраны природы классифицирует природоохранный статус вида как «вызывающий наименьшие опасения».